# Ойая, Мэри
Мэри Ойая (англ. Mary Oyaya; род. XX век, Момбаса) — кенийская актриса и модель. Наиболее известна по роли «мастера-джедая Луминары Ундули» в фильме « Звёздные войны: Эпизод II — Атака клонов».

## Личная жизнь
Родилась в Момбасе, Кения, и была старшим ребёнком в семье из четырёх человек, её родители работали дипломатами в ООН. Получила степень магистра международных отношений, а затем — вторую учёную степень магистра международного социального развития.
Карьеру в кинематографе начала на родине. После переезда в Австралию продолжила карьеру, снимаясь в эпизодических ролях и рекламных роликах.

## Карьера
С юных лет работала в Организации Объединённых Наций. В основном занималась проблемами беженцев из Африки в Австралию. Во время учёбы в 1996 году она начала карьеру модели. Снялась для обложек нескольких модных журналов, таких как «CAT» и «S». Приняла участие в рекламных компаниях солнцезащитных очков Salvatore Ferragamo и Gucci, украшений Chanel и Jan Logan и обуви от Sergio Rossi.
Параллельно снялась в рекламных роликах компаний Telstra Communications, Hewlett Packard, Bell, а также в рекламе ряда спортивных мероприятий. В 1999 году она снялась в фантастическом сериале «Farscape». Немногим прзже сыграла в полнометражных фильмах: «Down & Under» и «Lost Souls» . В 2002 году она приобрела популярность благодаря роли мастера-джедая Луминары Ундули в американском блокбастере « Звёздные войны: Эпизод II — Атака клонов».

## Фильмография

### Фильмы
| Год  | заглавие                                | Роль | Примечания |
| ---- | --------------------------------------- | ---- | ---------- |
| 1999 | Farscape                                |      |            |
| 2000 | Down & Under                            |      |            |
| 2000 | Lost Souls                              |      |            |
| 2002 | Звёздные войны. Эпизод II: Атака клонов |      |            |